# Qalıncaq
Qalıncaq è un comune dell'Azerbaigian situato nel distretto di İsmayıllı. Conta una popolazione di 1 691 abitanti.